# Ceromya bicolor
Ceromya bicolor là một loài ruồi trong họ Tachinidae.